# Bundesautobahn 395
Bundesautobahn 395 (em português: Auto-estrada Federal 395) ou A 395, é uma auto-estrada na Alemanha.
A Bundesautobahn 395 tem 42 km de comprimento.

## Estados
Estados percorridos por esta auto-estrada:
- Baixa Saxônia